# Ginoles

Ginoles este o comună în departamentul Aude din sudul Franței. În 1 ianuarie 2022 avea o populație de 298 de locuitori.